# Euthrixius rufipes
Euthrixius rufipes là một loài ruồi trong họ Asilidae. Euthrixius rufipes được Philippi miêu tả năm 1865.